# Лунда (держава)
Лунда — ранньодержавне утворення, що існувало наприкінці XVI — 2-ї половини XIX ст. на території південних саван, у верхній частині басейну Конго — від берегів Кванго до верхів'їв Замбезі. В літературі відоме також під назвою Мвата-Ямво (за титулом правителя). Столиця — Мусумба.

## Утворення
Етнічним ядром держави були лунда, які розселились наприкінці XV ст. вздовж берегів Касаї й у кінці XVI ст. почали підкорення сусідніх племен на сучасній території півдня Демократичної Республіки Конго, сходу Анголи та півночі Замбії.
За легендою, Чибінда Ілунгу, брат правителя держави Луба, на чолі загону воїнів рушив на захід шукати щастя. Він підкорив плем'я бунгу, найвпливовіше серед лунда. Акт завоювання був скріплений шлюбом Чибінда Ілунгу з правителькою бунгу Луежи. Чибінда Ілунгу отримав з рук дружини пожиттєве право на управління її землями. Факт утворення нової держави зафіксований лише в усній традиції й не може бути точно датований. Але держава Лунда була відома в історичній традиції ще до 1680 р., тобто заснована вона була якийсь час раніше.

## Політична історія

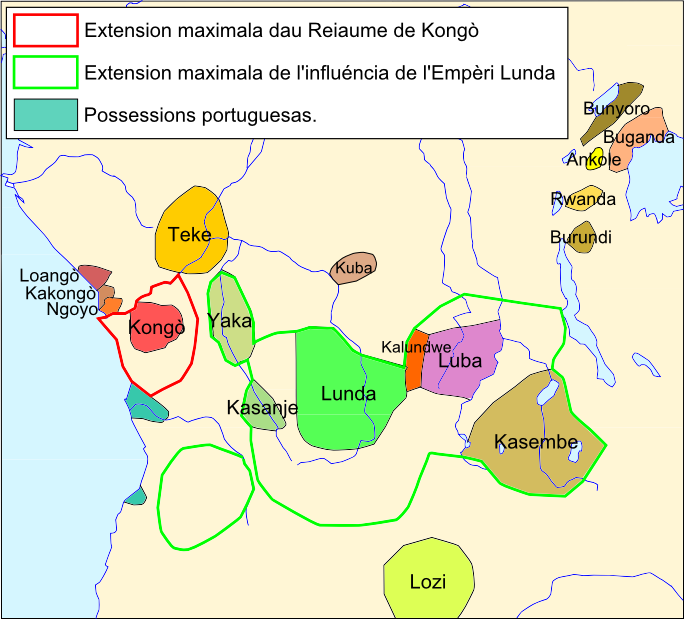
Африканські держави в басейні Конго наприкінці XVIII ст.

Чибінда Ілунга правив близько 25 років, за його правління невеличке князівство перетворилося на велику державу. Його наступники продовжували політику експансії. Військові експедиції супроводжувались міграціями лунда на захід та північний захід, спостерігалося також повільне просування на південь та схід. Силою або шляхом встановлення матримоніальних зв'язків вже на початок XVII ст. Лундою була зібрана велика територія, володіння держави простягалися від річки Кванго на заході до річки Луапула на сході.
Вже в XVII ст. Лунда відігравала помітну роль у работоргівлі. Цей фактор мав значний вплив на соціальну структуру та органи політичної влади країни. Першість у торгівлі з португальцями на Атлантичному узбережжі в XVIII ст. належала племені імбангала та його державі Касанже. Імбангала організували систему караванної торгівлі, один із головних торгових шляхів вів з Касанже до столиці Лунди. Вважається, що торгівля з Касанже розпочалась близько 1650 року. Вона була прибутковою для правителів Лунди. Лунда отримували тканини, намиста, посуд та інші європейські товари. Водночас більшу частину рабів Касанже отримувала саме з території Лунди.
Протягом усього XVII ст. потік мігрантів лунда продовжував поширюватись землями луена (ловале) в межиріччі Касаї та Кванго. Тут було створено багато дрібних князівств, які очолили вожді лунда. Найважливішим серед них виявилося Чокве. Чокве (каніока) визнали владу Лунда й погодились платити данину. Для Лунди чокве були важливі як металурги, кваліфіковані різьбярі, зброярі та мисливці. Далі на північний захід балунда за часів Мутеби I завоювали князівства народів, організованих на взірець держави Конго, зокрема близько 1724 року були підкорені яка (яга). Місцеві політичні структури на північному заході були збережені, але до них лунда додали паралельні посади кілоло, представника центральної влади. Місцеві князівства мали напівнезалежний характер. Подібною була ситуація й на півночі, де був сильним політичний вплив народу пенде.
Протягом XVII—XVIII ст. правителі Лунда регулярно спрямовували великі військові загони на завоювання південних та східних земель. Відбувається широке розселення лунда просторами савани й заснування ряду держав-данників. Перша експедиція вирушила на південний схід у бік соляних покладів на річці Луалаба поблизу сучасного Колвезі ще до 1700 р. Згодом лунда рушили далі на схід в напрямку мідних копалень і далі до багатої долини річки Луапула. Вони змогли здолати армію Луби й закріпилися на Луапулі. Близько 1700 року група воїнів лунда вирушила на південь у сучасну Замбію й на землях автохтонів мбуела (лучазі) створила державу в районі Ндембу. Деякі лунда, можливо, ще раніше брали участь у формуванні держави Лозі. У другій половині XVIII ст., за правителя Янво Ноежи (Навежи), були завойовані північні землі на річці Лулуа та створені «князівства охоронців кордонів», які захищали Лунду від нападів луба.
На кінець XVIII ст. держава Лунда ще не втратила військової міці, її володіння поширювались від річки Кванза на заході до озера Танганьїка на сході. Проте центральна ввлада отримувала з цих великих територій лише доволі нерегулярну данину. Реальна влада правителя обмежувалась річкою Касаї на заході, витоками Лулуа й озером Ділоло на півдні та верхньою течією Луалаби на сході. Частина держав-данників швидко стала фактично незалежними. Вже до 1750—1760 рр. сильні дочірні держави сформувались від Яка на річці Кванго на заході до Казембе на річці Луапула на сході.
Роль Лунди все більше й більше зводилась до країни-постачальника рабів правителям Касанже та Казембе, держав-посередників у работоргівлі з португальцями. Наведжи II, що правив у першій половині XIX ст. (помер 1851 або 1852 року), вів численні війни, але його метою було не розширення володінь держави, а захоплення полонених, яких продавали у рабство. Пряма торгівля з португальцями, що розпочалась із середини XIX ст., проводилась у варварський спосіб. Коли караван работорговців прибував до резиденції Навежи II, він відбирав усі привезені ним товари, а в обмін називав села, які віддавав на пограбування. Жителів таких сіл работорговці захоплювали й виводили на узбережжя Атлантичного океану, де продавали в рабство. Розширення Лунди врешті призвело до спустошення величезних територій. Низька щільність населення в південному Кванго та східній Анголі, ймовірно, частково була обумовлена саме набігами лунда.

## Державна структура
До приходу Чибінда Ілунга на території Лунди існувало декілька надобщинних матрилінійних протодержавних утворень, кожне під владою вождя з обмеженими повноваженнями. Луба започаткували ряд нових титулів і посилили владу правителя. Водночас самі вони швидко розчинилися серед лунда. В результаті лубанського завоювання в Лунді склалася своєрідна форма влади — співправління верховного правителя мвата ямво та його дружини лукокеши. Опорою мвата ямво були силові структури (суд, казна, армія), а лукокеши — представники традиційної знаті лунда. Хоча відбувалося поступове зміцнення влади мвата ямво, двовладдя міцно трималося в Лунді протягом століть. Боротьба між цими двома гілками влади продовжувалась і в XIX ст.
У державі Лунда виникла оригінальна концепція «вічної держави». Наступник правителя «ставав своїм попередником»: приймав його ім'я, дружин, дітей та інших родичів, його обов'язки та прерогативи. Ця система заперечувала рух часу, щоб забезпечити незмінну згуртованість та наступність усього соціального порядку. Вона дозволила увічнити владні стосунки, що випливали з подружніх союзів, завоювань, інтеграції та взаємних чи «братських» угод між вождями. Вона стала потужним інструментом керування справжньою імперією, об'єднання далеких земель під владою Лунди. Всі чиновники держави були пов'язані між собою «родинними» зв'язками. Нових керівників можна було включити до цієї системи, надавши їм родинні зв'язки з уже існуючими особами владної династії, тільки так вони могли отримати стабільну позицію в імперії.
XVII ст. для держави Лунда було часом формування органів державної влади та управлінського апарату. Мвата ямво з лукокешею спиралися на раду верховної титулованої знаті читенга. До її складу входили 15 старійшин давніх громад бунгу. Ці сановники здійснювали й сакральні обов'язки. Давня спадкова посада першого радника (мвітіа) перетворилася на охоронця казни та голову збирачів податків та данини. Головою судової влади був мвата ямво, але існувала ще посада верховного судді. Залишивши за собою функцію верховної влади, мвата ямво створив посаду верховного головнокомандувача, яку займав старший син від першої дружини, брат або племінник правителя.
Територія держави була поділена на відносно невеликі області, на чолі яких стояли посадові особи білоло (в однині кілоло). Вони призначалися зі столиці. Головним обов'язком кілоло було збирання податків. Крім того, він займався організацією видобутку руди, виплавки металу, видобутку солі, золи тощо. В кінці XIX ст. посада кілоло стала спадковою. Для контролю за білоло існували спеціальні чиновники туквата, які ходили по селах з військовим загоном і змушували білоло до сплати данини.
Кожна область, що перебувала під владою білоло, складалася із землеробських громад. В сільських громадах залишилася сильна влада місцевих старійшин (мбай). Цю посаду могли займати лише нащадки засновника села. Старійшина-жрець сприймався як живе втілення духа предка-засновника. Зберігався матрилінійний принцип успадкування майна та влади. У своїй діяльності старійшина спирався на раду старійшин, представників усіх розширених сімей, що жили в селі. Якщо лінія старійшини-жерця припинялася, влада згори призначала нового старійшину з числа членів громади, але такий керівник вже не мав священного ореолу й не був жерцем. Хоча нижча ланка державного управління, сільські старости, залишилася такою, як була раніше, мвата ямво мав право змістити їх. Вони ж були суддями першої інстанції. До всіх територіальних одиниць мвата ямво призначав своїх суддів (другої інстанції).
Держава Лунда складалася з низки напівсамостійних областей. Верховний правитель — мвата-ямво вважався сувереном усього об'єднання. Але фактично правитель та двір жили переважно за рахунок надходження данини з центральних земель. Саме тут виробляли їжу, яку споживали в столиці, звідси мобілізувалися люди, які мали підтримувати порядок у хатах та на вулицях. Правителі периферійних областей лише періодично платили данину центру. Дуже сильними були позиції воєначальників (казембе), що очолювати експедиційні сили у віддалених районах. Вони володіли всією повнотою влади на території оперативних дій. Але як тільки завойовані землі включалися до складу імперії, казембе втрачав свій статус, але він міг отримати посаду кілоло.
Найбільшою самостійністю користувалась область Казембе, розташована на півдні Катанги та півночі сучасної Замбії. Країна була багата на родючі землі, рибу, слонів, мідну руду, сіль. Основу економіки становило натуральне господарство землеробів, важливу роль відігравали також полювання, ремесла. У другій половині XVIII ст. Казембе стало доволі сильною державою, налагодило тісні зв'язки з португальцями на річці Замбезі й брало активну участь у посередницькій работоргівлі.
На заході, на землях народу яка лунданський полководець Касонго створив власну державу, прийнявши титул кіанфу, або мвене путу. До 1750 року йому належала вся долина в середній течії Кванго, він поступово просувався на північ, захід та схід. Кіанфу воював із сусідами й захоплював рабів. Він намагався встановити контроль над работоргівлею між своєю столицею та Анголою. Невдовзі після 1800 року кіанфу придбав багато вогнепальної зброї, завдяки чому отримав абсолютну перевагу в своєму регіоні.

## Занепад
Наприкінці XVIII ст. Лунда поступово приходить у занепад. Работоргівля виснажила й знекровила державу. Останні її правителі — Мулажи II а Мбала (1852—1857), Мутеба II (1857—1874), Мбумба (1874—1883) — ледве втримували владу. Міжусобиці стали нормою життя країни. Кожен новий претендент на владу звертався по допомогу до військових вождів чокве. Починаючи із середини XIX ст. чокве, що жили біля витоків річок Касаї та Кванго й мали славу «грабіжників караванів», все активніше втручалися у внутрішні справи Лунди. На кінець XIX ст. правителі Лунди зберігали владу лише над історичним центром своєї держави — районом Капанга.
Наприкінці XIX ст. держава втратила свою самостійність в результаті війн з європейськими колонізаторами та розпалася на декілька князівств, територія яких увійшла до складу володінь Португалії, Великої Британії та Бельгії.

## Культура
Лунда були в першу чергу мисливцями й виявляли мало інтересу до землеробства. Всі мандрівники, що відвідували країну, починаючи із середини XVIII ст., відзначали величезну роль полювання в житті місцевого населення та велике різноманіття зброї, включаючи й дерев'яну. Основною мисливською зброєю були лук та стріли, але стріли не мали металевого наконечника. Водночас лунда, на відміну від сусідів, не використовували лук та стріли як бойову зброю. Озброєння воїна складалося з важкого ударного списа та метального списа з металевим наконечником. Ще в середині XVIII ст. лунда зневажали вогнепальну зброю, покладаючись на свою силу, відвагу та мужність. Вогнепальна зброя отримала поширення лише в XIX ст.
Сільське господарство на території Лунди було слабко розвинене. Бідним був перелік сільськогосподарського реманенту, землю обробляли невеликою дворучною мотикою. Асортимент культур, які вирощували лунда, був обмеженим. Землі швидко виснажувались, і села часто переносили на нове місце. Майже повністю були відсутні домашні тварини.
У кінці XIX ст. лунда вже знали багато видів домашніх промислів: ткацтво, плетіння, металургія, обробка дерева, гончарство.
Хоча держава Лунда була значним центром работоргівлі, рабство в місцевому суспільстві не отримало поширення, існувало лише домашнє рабство, та й те в незначних масштабах.
Вірування лунда були засновані на культу героїв-предків, пов'язаних із вождями та землею. З духами предків зв'язок підтримувався через посередників-чаклунів. Крім того, лунда вірували в потойбічну силу, яку називали Калунга. Калунга був для них уособленням сліпої Долі. Усе зло, за місцевими поняттями, виходило від дій чаклунів та заклинателів. Були детально розроблені обряди ініціації юнаків та дівчат.